# Llanymynech
Llanymynech är en ort i Storbritannien.  Den ligger på gränsen mellan England och Wales i den södra delen av landet, 240 km nordväst om huvudstaden London. Den västra delen tillhör Carreghofa community i kommunen Powys i Wales, den östra delen tillhör Llanymynech and Pant civil parish i enhetskommunen Shropshire i England. Antalet invånare är 887. Llanymynech var en civil parish fram till 1967 när blev den en del av Llanymynech and Pant. Civil parish hade 763 invånare år 1961.